# Coupe Memorial 2022
Navigation
Édition précédente Édition suivante
L'édition 2022 de la Coupe Memorial est présentée du 20 juin au 29 juin à Saint-Jean, dans la province du Nouveau-Brunswick au Canada. Elle regroupe les champions de chacune des divisions de la Ligue canadienne de hockey (LCH) : soit la Ligue de hockey junior majeur du Québec (LHJMQ), la Ligue de hockey de l'Ontario (LHO) et la Ligue de hockey de l'Ouest (LHOu).

## Formule du tournoi
Pour le tour préliminaire, les quatre équipes participantes sont rassemblées dans une poule unique où elles s'affrontent toutes une fois. Une victoire rapporte 2 points tandis qu'une défaite n'en donne aucun. L'attribution des points reste la même que la rencontre se décide dans le temps réglementaire ou en prolongations. Le premier se qualifie directement pour la finale tandis que le deuxième et le troisième joue une demi-finale pour déterminer la seconde équipe finaliste.
Dans le cas où les deux derniers sont à égalité de points, un match d'élimination est joué pour déterminer l'équipe demi-finaliste. Si trois équipes sont à égalité pour les deux places en demi-finale, les nombres de buts inscrits et encaissés lors des rencontres entre les équipes concernées sont additionnés et divisés par le nombre de buts inscrits. L'équipe possédant le plus grand pourcentage se qualifie pour la demi-finale tandis que les deux autres joue un match d'élimination. S'il y a toujours égalité, les buts inscrits et encaissés lors de la rencontre contre le premier du classement sont alors pris en compte.
Dans le cas où les deux premiers sont à égalité de points, le vainqueur de la rencontre les ayant opposés se qualifie pour la finale. Si les trois premiers du classement sont à égalité, les nombres de buts inscrits et encaissés lors des rencontres entre les équipes concernées sont additionnés et divisés par le nombre de buts inscrits. L'équipe possédant le plus grand pourcentage se qualifie pour la finale tandis que les deux autres joue la demi-finale. S'il y a toujours égalité, les buts inscrits et encaissés lors de la rencontre contre le dernier du classement sont alors pris en compte.

## Effectifs
Voici la liste des joueurs représentant chaque équipe :
| Pos. | No. | Joueur           |
| ---- | --- | ---------------- |
| G    | 33  | Marco Costantini |
| G    | 45  | Matteo Drobac    |
| D    | 2   | Artem Grushnikov |
| D    | 3   | Noah Van Vliet   |
| D    | 4   | Lucas Moore      |
| D    | 7   | Noah Roberts     |
| D    | 8   | Arber Xhekaj     |
| D    | 10  | Gavin White      |
| D    | 21  | Colton Kammerer  |
| D    | 44  | Nathan Staios    |
| D    | 75  | Jorian Donovan   |
| A    | 6   | Noah Nelson      |
| A    | 9   | Logan Morrison   |
| A    | 13  | Avery Hayes      |
| A    | 14  | George Diaco     |
| A    | 17  | Giordano Biondi  |
| A    | 19  | Jan Myšák        |
| A    | 20  | Ethan Sims       |
| A    | 22  | Ryan Humphrey    |
| A    | 23  | Mason McTavish   |
| A    | 27  | Ryan Winterton   |
| A    | 39  | Lawson Sherk     |
| A    | 81  | Braeden O'Keefe  |
| A    | 88  | Mark Duarte      |
| A    | 92  | Cole Brown       |
| A    | 93  | Patrick Thomas   |

| Pos. | No. | Joueur                     |
| ---- | --- | -------------------------- |
| G    | 30  | Antoine Coulombe           |
| G    | 31  | Charles-Antoine Lavallée   |
| D    | 6   | Sam McKinney               |
| D    | 8   | Isaac Ménard               |
| D    | 15  | Loris Rafanomezantsoa      |
| D    | 24  | Angus Booth                |
| D    | 49  | Jordan Tourigny            |
| D    | 77  | Martin Has                 |
| D    | 89  | Zachary Massicotte         |
| A    | 5   | Lou-Félix Denis            |
| A    | 20  | Olivier Nadeau             |
| A    | 22  | Mavrik Bourque             |
| A    | 25  | Charles-Olivier Villeneuve |
| A    | 28  | Jacob Lafontaine           |
| A    | 29  | Maxmilien Ledoux           |
| A    | 48  | William Veillette          |
| A    | 61  | Alexis Bonefon             |
| A    | 67  | Daniel Agostino            |
| A    | 78  | Natan Éthier               |
| A    | 79  | Charles Beaudoin           |
| A    | 92  | Pierrick Dubé              |
| A    | 93  | Lorenzo Canonica           |
| A    | 98  | Xavier Bourgault           |

| Pos. | No. | Joueur                  |
| ---- | --- | ----------------------- |
| G    | 1   | Thomas Couture          |
| G    | 29  | Noah Patenaude          |
| G    | 70  | Nikolas Hurtubise       |
| D    | 2   | Ian Kouznetsov          |
| D    | 13  | William Villeneuve      |
| D    | 15  | Hunter Gartley          |
| D    | 22  | Vincent Despont         |
| D    | 25  | Nathan Drapeau          |
| D    | 46  | Vincent Sévigny         |
| D    | 54  | Jérémie Poirier         |
| D    | 58  | Charlie DesRoches       |
| A    | 7   | Peter Reynolds          |
| A    | 10  | Riley Bezeau            |
| A    | 12  | Brady Burns             |
| A    | 14  | Ryan Francis            |
| A    | 18  | Josh Lawrence           |
| A    | 19  | Philippe Daoust         |
| A    | 21  | Nicholas Blagden        |
| A    | 27  | Connor Trenholm         |
| A    | 28  | William Dufour          |
| A    | 55  | Raivis Kristians Ansons |
| A    | 61  | Cam MacDonald           |
| A    | 63  | Marshall Lessard        |
| A    | 67  | Jacob Chantler          |
| A    | 72  | Olivier Picard          |

| Pos. | No. | Joueur           |
| ---- | --- | ---------------- |
| G    | 30  | Kolby Hay        |
| G    | 33  | Sebastian Cossa  |
| G    | 35  | Alex Worthington |
| D    | 2   | Carter Kowalyk   |
| D    | 4   | Kaiden Guhle     |
| D    | 5   | Simon Kubicek    |
| D    | 6   | Luke Prokop      |
| D    | 7   | Ethan Peters     |
| D    | 8   | Braeden Wynne    |
| D    | 9   | Carson Golder    |
| D    | 24  | Logan Dowhaniuk  |
| D    | 28  | Graydon Gotaas   |
| A    | 11  | Dylan Guenther   |
| A    | 12  | John Szabo       |
| A    | 14  | Josh Williams    |
| A    | 15  | Cole Miller      |
| A    | 17  | Gavin Hodnett    |
| A    | 20  | Dawson Seitz     |
| A    | 21  | Jake Neighbours  |
| A    | 23  | Jalen Luypen     |
| A    | 25  | Brendan Kuny     |
| A    | 39  | Shea Van Olm     |
| A    | 41  | Tyler Horstmann  |
| A    | 42  | Justin Sourdif   |
| A    | 43  | Jaxsen Wiebe     |
| A    | 44  | Carter Souch     |
| A    | 77  | Jakub Demek      |

## Résultats

### Tour préliminaire
| 20 juin 2022 | Bulldogs de Hamilton | 3-5 (1-2, 0-2, 2-1) | Sea Dogs de Saint-Jean | TD Station 5 021 spectateurs |

| Feuille de match | Feuille de match | Feuille de match                | Feuille de match | Feuille de match                                                |
| ---------------- | --- | ------------------------------- | --- | --------------------------------------------------------------- |
|                  | R. Winterton (L. Morrison, A. Hayes) — 8 min 43 s (SN) A. Hayes (L. Morrison, R. Winterton) — 50 min 6 s (SN) R. Winterton (L. Morrison, A. Xhekaj) — 50 min 6 s | 0-1 1-1 1-2 1-3 1-4 2-4 3-4 3-5 | I. Kouznetsov (R. Ansons, B. Burns) — 2 min 17 s R. Francis (R. Ansons, P. Daoust) — 16 min 31 s W. Dufour (P. Daoust, J. Poirier) — 30 min 50 s R. Francis (R. Ansons, P. Daoust) — 38 min 33 s P. Reynolds (R. Francis) — 58 min 48 s (CV) | Arbitrage : Brad Mills Mike Hamilton Justin Burchell Jay Doiron |
| Marco Costantini | Gardiens | Nikolas Hurtubise               | | Arbitrage : Brad Mills Mike Hamilton Justin Burchell Jay Doiron |
| 4 min            | Pénalités | 6 min                           | | Arbitrage : Brad Mills Mike Hamilton Justin Burchell Jay Doiron |
| 20               | Tirs | 36                              | | Arbitrage : Brad Mills Mike Hamilton Justin Burchell Jay Doiron |

| 21 juin 2022 | Cataractes de Shawinigan | 4-3 (1-1, 1-2, 2-0) | Oil Kings d'Edmonton | TD Station 4 692 spectateurs |

| Feuille de match         | Feuille de match | Feuille de match            | Feuille de match | Feuille de match                                                   |
| ------------------------ | --- | --------------------------- | --- | ------------------------------------------------------------------ |
|                          | J. Tourigny — 10 min 11 s (SN) X. Bourgault (C. Beaudoin, M. Bourque) — 27 min 11 s P. Dubé (I. Ménard, W. Veillette) — 45 min 37 s O. Nadeau (M. Bourque, X. Bourgault) — 46 min 55 s | 1-0 1-1 1-2 2-2 2-3 3-3 4-3 | L. Prokop (J. Williams, J. Demek) — 19 min 16 s T. Horstmann (K. Guhle, L. Prokop) — 27 min 11 s C. Miller (J. Luypen, S. Kubicek) — 37 min 3 s | Arbitrage : Mario Maillet Mike Campbell Chad Huseby Sylvain Losier |
| Charles-Antoine Lavallée | Gardiens | Sebastian Cossa             | | Arbitrage : Mario Maillet Mike Campbell Chad Huseby Sylvain Losier |
| 14 min                   | Pénalités | 13 min                      | | Arbitrage : Mario Maillet Mike Campbell Chad Huseby Sylvain Losier |
| 35                       | Tirs | 28                          | | Arbitrage : Mario Maillet Mike Campbell Chad Huseby Sylvain Losier |

| 22 juin 2022 | Sea Dogs de Saint-Jean | 3-4 (pr) (3-2, 0-1, 0-0, 0-1) | Oil Kings d'Edmonton | TD Station 5 245 spectateurs |

| Feuille de match  | Feuille de match | Feuille de match            | Feuille de match | Feuille de match                                                       |
| ----------------- | --- | --------------------------- | --- | ---------------------------------------------------------------------- |
|                   | R. Ansons (J. Lawrence, V. Sévigny) — 6 min 1 s J. Lawrence (R. Ansons, I. Kouznetsov) — 6 min 26 s W. Dufour (P. Daoust) — 10 min | 0-1 0-2 1-2 2-2 3-2 3-3 3-4 | J. Wiebe (C. Souch, L. Prokop) — 2 min 14 s (SN) C. Souch (J. Williams, J. Sourdif) — 4 min 27 s J. Wiebe (C. Souch, J. Luypen) — 22 min 5 s (SN) J. Wiebe (J. Sourdif, K. Guhle) — 68 min 5 s | Arbitrage : Mike Hamilton Mario Maillet Justin Burchell Dustin McCrank |
| Nikolas Hurtubise | Gardiens | Sebastian Cossa             | | Arbitrage : Mike Hamilton Mario Maillet Justin Burchell Dustin McCrank |
| 19 min            | Pénalités | 17 min                      | | Arbitrage : Mike Hamilton Mario Maillet Justin Burchell Dustin McCrank |
| 39                | Tirs | 31                          | | Arbitrage : Mike Hamilton Mario Maillet Justin Burchell Dustin McCrank |

| 23 juin 2022 | Cataractes de Shawinigan | 3-2 (2-1, 0-1, 1-0) | Bulldogs de Hamilton | TD Station 4 650 spectateurs |

| Feuille de match | Feuille de match | Feuille de match    | Feuille de match                                                                                          | Feuille de match                                               |
| ---------------- | --- | ------------------- | --- | -------------------------------------------------------------- |
|                  | X. Bourgault (M. Bourque, I. Ménard) — 6 min 47 s (SN) M. Bourque (X. Bourgault, O. Nadeau) — 11 min 42 s (SN) O. Nadeau (M. Bourque, X. Bourgault) — 47 min 6 s (SN) | 0-1 1-1 2-1 2-2 3-2 | M. McTavish (N. Staios, L. Morrison) — 5 min 8 s (SN) A. Hayes (A. Grushnikov, R. Humphrey) — 37 min 28 s | Arbitrage : Brad Mills Mike Campbell Jay Doiron Sylvain Losier |
| Antoine Coulombe | Gardiens | Marco Costantini    | | Arbitrage : Brad Mills Mike Campbell Jay Doiron Sylvain Losier |
| 14 min           | Pénalités | 20 min              | | Arbitrage : Brad Mills Mike Campbell Jay Doiron Sylvain Losier |
| 34               | Tirs | 40                  | | Arbitrage : Brad Mills Mike Campbell Jay Doiron Sylvain Losier |

| 24 juin 2022 | Oil Kings d'Edmonton | 2-4 (0-2, 0-0, 2-2) | Bulldogs de Hamilton | TD Station 4 856 spectateurs |

| Feuille de match | Feuille de match                                                                        | Feuille de match        | Feuille de match | Feuille de match                                                   |
| ---------------- | --------------------------------------------------------------------------------------- | ----------------------- | --- | ------------------------------------------------------------------ |
|                  | J. Luypen (J. Wiebe) — 22 min 3 s (IN) J. Neighbours (C. Souch, K. Guhle) — 57 min 14 s | 0-1 0-2 1-2 1-3 2-3 2-4 | A. Hayes (L. Morrison, A. Xhekaj) — 9 min 9 s (SN) R. Winterton (L. Morrison, M. McTavish) — 16 min 47 s (SN) M. McTavish (P. Thomas) — 53 min 26 s M. McTavish (A. Hayes, A. Xhekaj) — 59 min 59 s (CV) | Arbitrage : Mike Campbell Mike Hamilton Dustin McCrank Chad Huseby |
| Sebastian Cossa  | Gardiens                                                                                | Marco Costantini        | | Arbitrage : Mike Campbell Mike Hamilton Dustin McCrank Chad Huseby |
| 8 min            | Pénalités                                                                               | 6 min                   | | Arbitrage : Mike Campbell Mike Hamilton Dustin McCrank Chad Huseby |
| 42               | Tirs                                                                                    | 36                      | | Arbitrage : Mike Campbell Mike Hamilton Dustin McCrank Chad Huseby |

| 25 juin 2022 | Sea Dogs de Saint-Jean | 5-3 (0-3, 4-0, 1-0) | Cataractes de Shawinigan | TD Station 5 657 spectateurs |

| Feuille de match  | Feuille de match | Feuille de match                | Feuille de match | Feuille de match                                                    |
| ----------------- | --- | ------------------------------- | --- | ------------------------------------------------------------------- |
|                   | W. Dufour (W. Villeneuve) — 22 min 2 s W. Dufour (I. Kouznetsov) — 22 min 23 s W. Dufour (J. Lawrence) — 28 min 38 s J. Poirier (P. Daoust, J. Lawrence) — 34 min 12 s (SN) W. Dufour (J. Poirier, R. Francis) — 41 min 57 s | 0-1 0-2 0-3 1-3 2-3 3-3 4-3 5-3 | L. Rafanomezantsoa (M. Bourque) — 49 s O. Nadeau (Z. Massicotte, C. Beaudoin) — 14 min 33 s W. Veillette (X. Bourgault, P. Dubé) — 19 min 17 s | Arbitrage : Brad Mills Mario Maillet Justin Burchell Sylvain Losier |
| Nikolas Hurtubise | Gardiens | Antoine Coulombe                | | Arbitrage : Brad Mills Mario Maillet Justin Burchell Sylvain Losier |
| 10 min            | Pénalités | 14 min                          | | Arbitrage : Brad Mills Mario Maillet Justin Burchell Sylvain Losier |
| 36                | Tirs | 29                              | | Arbitrage : Brad Mills Mario Maillet Justin Burchell Sylvain Losier |

### Phase finale

#### Demi-finale
| 27 juin 2022 | Bulldogs de Hamilton | 4-3 (pr) (1-1, 1-1, 1-1, 1-0) | Cataractes de Shawinigan | TD Station 5 114 spectateurs |

| Feuille de match | Feuille de match | Feuille de match            | Feuille de match | Feuille de match                                               |
| ---------------- | --- | --------------------------- | --- | -------------------------------------------------------------- |
|                  | A. Grushnikov (M. McTavish, R. Winterton) — 16 min 29 s M. McTavish — 21 min 23 s L. Morrison (R. Winterton, A. Xhekaj) — 53 min 56 s J. Mysak (N. Staios, P. Thomas) — 70 min 8 s | 0-1 1-1 2-1 2-2 2-3 3-3 4-3 | M. Bourque (O. Nadeau, Z. Massicote) — 14 min 39 s O. Nadeau (I. Ménard, C. Beaudoin) — 25 min 49 s W. Veillette (A. Booth, X. Bourgault) — 50 min 1 s | Arbitrage : Jay Doiron Mike Campbell Mario Maillet Chad Huseby |
| Marco Costantini | Gardiens | Antoine Coulombe            | | Arbitrage : Jay Doiron Mike Campbell Mario Maillet Chad Huseby |
| 4 min            | Pénalités | 6 min                       | | Arbitrage : Jay Doiron Mike Campbell Mario Maillet Chad Huseby |
| 43               | Tirs | 36                          | | Arbitrage : Jay Doiron Mike Campbell Mario Maillet Chad Huseby |

#### Finale
| 29 juin 2022 | Bulldogs de Hamilton | 3-6 (1-2, 1-2, 1-2) | Sea Dogs de Saint-Jean | TD Station 5 849 spectateurs |

| Feuille de match | Feuille de match | Feuille de match                    | Feuille de match | Feuille de match                                                       |
| ---------------- | --- | ----------------------------------- | --- | ---------------------------------------------------------------------- |
|                  | M. McTavish (N. Staios, L. Morrison) — 7 min 45 s J. Mysak (G. White, A. Xhekaj) — 39 min 51 s M. McTavish (G. White, N. Staios) — 55 min 3 s | 0-1 0-2 1-2 1-3 1-4 2-4 2-5 3-5 3-6 | V. Sévigny (W. Villeneuve, P. Daoust) — 2 min 35 s C. MacDonald (W. Villeneuve, P. Reynolds) — 5 min 47 s R. Bezeau (C. MacDonald) — 24 min 41 s W. Dufour (R. Francis, N. Hurtubise) — 25 min 15 s J. Lawrence (W. Dufour, R.Francis) — 46 min 32 s (SN) P. Reynolds (J. Lawrence, C. MacDonald) — 58 min 43 s (CV) | Arbitrage : Mario Maillet Mike Campbell Dustin McCrank Justin Burchell |
| Marco Costantini | Gardiens | Nikolas Hurtubise                   | | Arbitrage : Mario Maillet Mike Campbell Dustin McCrank Justin Burchell |
| 10 min           | Pénalités | 6 min                               | | Arbitrage : Mario Maillet Mike Campbell Dustin McCrank Justin Burchell |
| 28               | Tirs | 27                                  | | Arbitrage : Mario Maillet Mike Campbell Dustin McCrank Justin Burchell |

## Classement
Classement à l'issue du tour préliminaire :
| Clt | Équipe                   | Ligue         | PJ | V | VP | D | DP | BP | BC | Pts |
| --- | ------------------------ | ------------- | -- | - | -- | - | -- | -- | -- | --- |
| -   | Sea Dogs de Saint-Jean   | LHJMQ (hôtes) | 3  | 2 | 0  | 0 | 1  | 13 | 10 | 7   |
| -   | Cataractes de Shawinigan | LHJMQ         | 3  | 2 | 0  | 1 | 0  | 10 | 10 | 6   |
| -   | Bulldogs de Hamilton     | LHO           | 3  | 1 | 0  | 2 | 0  | 8  | 10 | 3   |
| -   | Oil Kings d'Edmonton     | LHOu          | 3  | 0 | 1  | 2 | 0  | 9  | 10 | 2   |

- Équipe directement qualifiée pour la finale
- Équipe qualifiée pour la demi-finale

## Statistiques

### Meilleurs pointeurs
| Clt | Joueur           | Équipe                   | PJ | B | A | Pts | Pun |
| --- | ---------------- | ------------------------ | -- | - | - | --- | --- |
| 1   | William Dufour   | Sea Dogs de Saint-Jean   | 4  | 7 | 1 | 8   | 4   |
| 2   | Mason McTavish   | Bulldogs de Hamilton     | 5  | 6 | 2 | 8   | 2   |
| 3   | Logan Morrison   | Bulldogs de Hamilton     | 5  | 1 | 7 | 8   | 4   |
| 4   | Xavier Bourgault | Cataractes de Shawinigan | 4  | 2 | 5 | 7   | 2   |
| 5   | Mavrik Bourque   | Cataractes de Shawinigan | 4  | 2 | 5 | 7   | 8   |
| 6   | Olivier Nadeau   | Cataractes de Shawinigan | 4  | 4 | 2 | 6   | 2   |
| 7   | Ryan Winterton   | Bulldogs de Hamilton     | 5  | 3 | 3 | 6   | 0   |
| 8   | Ryan Francis     | Sea Dogs de Saint-Jean   | 4  | 2 | 4 | 6   | 6   |
| 9   | Josh Lawrence    | Sea Dogs de Saint-Jean   | 4  | 2 | 4 | 6   | 0   |
| 10  | Philippe Daoust  | Sea Dogs de Saint-Jean   | 4  | 0 | 6 | 6   | 4   |

### Meilleurs gardiens
| Clt | Joueur            | Équipe                 | PJ | V | D | DP | Bl | Moy  | %Arr  |
| --- | ----------------- | ---------------------- | -- | - | - | -- | -- | ---- | ----- |
| 1   | Nikolas Hurtubise | Sea Dogs de Saint-Jean | 4  | 3 | 0 | 1  | 0  | 3,14 | 0,880 |
| 2   | Sebastian Cossa   | Oil Kings d'Edmonton   | 3  | 1 | 2 | 0  | 0  | 3,25 | 0,908 |
| 3   | Marco Costantini  | Bulldogs de Hamilton   | 5  | 2 | 3 | 0  | 0  | 3,34 | 0,901 |

## Honneurs individuels
Cette section présente les meilleurs joueurs du tournoi.

### Trophées
- Trophée Stafford-Smythe (meilleur joueur) : William Dufour (Sea Dogs de Saint-Jean)
- Trophée George-Parsons (meilleur esprit sportif) : Logan Morrison (Bulldogs de Hamilton)
- Trophée Hap-Emms (meilleur gardien) : Nikolas Hurtubise (Sea Dogs de Saint-Jean)
- Trophée Ed-Chynoweth (meilleur buteur) : William Dufour (Sea Dogs de Saint-Jean)

### Équipe d'étoiles
- Gardien : Nikolas Hurtubise (Sea Dogs de Saint-Jean)
- Défenseurs : Ian Kouznetsov (Sea Dogs de Saint-Jean) et Arber Xhekaj (Bulldogs de Hamilton)
- Attaquants : Mavrik Bourque (Cataractes de Shawinigan), William Dufour (Sea Dogs de Saint-Jean) et Mason McTavish (Bulldogs de Hamilton)